# 青少年健康センター
公益社団法人青少年健康センター（せいしょうねんけんこうセンター）は、不登校・いじめ・出勤困難・ひきこもりなど、青少年の心の問題に取り組む公益法人。元内閣府所管。

## 概要
- 所在：東京都文京区小日向4-5-8 三軒町ビル102
- 設立：1990年10月25日
- 会長：齋藤友紀雄